# Ctenotus allotropis
Ctenotus allotropis es una especie de lagarto del género Ctenotus, familia Scincidae, orden Squamata.

## Distribución
Se distribuye por Australia, en Queensland y Nueva Gales del Sur.

## Taxonomía
Fue descrita por Storr en 1981.
Tratamiento taxonómico
La especie aparece registrada y publicada en Ten new Ctenotus (Lacertilia: Scincidae) from Australia. Rec. West. Austr. Mus. 9 (2): 125-146.